# Копинс, Карен
Карен Копинс (англ. Karen Kopins, 10 октября 1961) — американская актриса.

## Жизнь и карьера
Карен Копинс родилась в Коннектикуте. Она выиграла конкурс красоты «Мисс Коннектикут» в 1977 году, а после окончила Marymount College и вскоре начала карьеру актрисы.
Копинс наиболее известна по роли Кей Ллойд в одиннадцатом сезоне телесериала «Даллас». На большом экране она сыграла вместе с Джимом Керри в фильме 1985 года «Однажды укушенный». Она также появилась в ряде других фильмов и телешоу. В 1990 году она вышла замуж за свою школьную любовь Марка Шоу и позже родила четверых детей. Они в настоящее время проживают в Реддинг, Коннектикут.

## Фильмография
- 1984 — Ти Джей Хукер / TJ Hooker
- 1984 — Рыцарь дорог / Knight Rider
- 1985 — Однажды укушенный / Once Bitten
- 1985 — Полный вперед / Fast Forward
- 1985 — Творец / Creator
- 1986 — Джейк Speed / Jake Speed
- 1988 — Идущий по следу / The Tracker
- 1988—1989 — Даллас / Dallas
- 1989 — Рота Беверли-Хиллз / Troop Beverly Hills
- 1989 — Перри Мейсон: Дело о смертельном уроке / Perry Mason: The Case of the Lethal Lesson
- 1990 — Возвращение в Ривердэйл / Archie: To Riverdale and Back Again
- 1990 — Создавая женщину / Designing Women
- 1994 — Голливудская мадам / Lady in Waiting